# Frederick Lanchester
Frederick William Lanchester (Lewisham, 23 ottobre 1868 – Birmingham, 8 marzo 1946) è stato un ingegnere britannico.

## Biografia
Lanchester nacque a Lewisham, Londra da Henry Jones Lanchester (1834-1914), architetto, e sua moglie Octavia (1834-1916), insegnante privata di latino e matematica. Era il quarto di otto figli; anche suo fratello maggiore Henry Vaughan Lanchester divenne un architetto; sua sorella minore Edith Lanchester era una socialista e suffragetta; i suoi fratelli George Herbert Lanchester e Frank si unirono a lui nella formazione della Lanchester Motor Company.